# Charaxes bernardus
Charaxes bernardus is een vlinder uit de familie van de Nymphalidae. De wetenschappelijke naam van de soort is voor het eerst geldig gepubliceerd in 1793 door Johan Christian Fabricius (als Papilio bernardus). De soort komt voor in India en China.